# Stochastica virgularia
Stochastica virgularia är en fjärilsart som beskrevs av Edward Meyrick 1938. Stochastica virgularia ingår i släktet Stochastica och familjen plattmalar. Inga underarter finns listade i Catalogue of Life.